# Јужни глатки кит
Јужни глатки кит (лат. Eubalaena australis) је кит из породице Balaenidae.

## Распрострањење
Ареал јужног глатког кита обухвата хладна подручја океана на јужној Земљиној полулопти. 
Врста има станиште у Перуу, Чилеу, Аустралији, Бразилу, Аргентини, Новом Зеланду, Јужноафричкој Републици, Мозамбику, Мадагаскару, Намибији и Уругвају.

## Станиште
Станишта врсте су морски екосистеми и рубна антарктичка подручја.

## Угроженост
Ова врста није угрожена, и наведена је као последња брига јер има широко распрострањење.